# Imbrien
L'Imbrien est une période géologique de la Lune, qui s'étend de −3,85 à −3,20 Ga (milliards d'années). Son nom est une référence à la mer des Pluies (Mare Imbrium), dont la formation (creusement par un impact cosmique puis remplissage par des laves) s'est déroulée sur toute cette période.
Cette période est divisée en deux époques :
- l'Imbrien inférieur (−3,85 à −3,80 Ga) ;
- l'Imbrien supérieur (−3,80 à −3,20 Ga).